# Жизнь Кабачка
«Жизнь Кабачка» (фр. Ma vie de Courgette) — франко-швейцарский анимационный драматический фильм, снятый Клодом Баррасом по мотивам романа «Автобиография Кабачка» Жиля Пари. Мировая премьера ленты состоялась 15 мая 2016 года на Каннском кинофестивале. Фильм рассказывает о мальчике по прозвищу Кабачок (настоящее имя — Икар), который случайно убивает свою мать-алкоголичку и попадает в сиротский приют.
Мультфильм был выдвинут Швейцарией на премию «Оскар» за лучший фильм на иностранном языке, а также участвовал в борьбе за лучший анимационный фильм.

## Сюжет
9-летний мальчик Икар по прозвищу Кабачок живёт в неполной семье с матерью-алкоголичкой. Однажды он случайно становится причиной смерти матери, неосторожно столкнув её с лестницы. Мальчика направляют в сиротский приют, куда его доставляет полицейский Реймон. Между мальчиком и мужчиной возникают дружеские отношения. Реймон навещает мальчика, а тот в свою очередь шлёт ему письма.
В приюте у всех детей есть своя история того, как они стали сиротами. Кабачок сближается с мальчиком Симоном. Сначала они ссорятся, но потом становятся друзьями после того, как Кабачок рассказывает ему о своей жизни и бывших родителях. Вскоре Кабачок знакомится с девочкой Камиллой. У Камиллы сложные отношения с тетей, которая хочет получить опеку над девочкой, хотя сама Камилла против.
В финале Реймон решает забрать из приюта Кабачка и Камиллу как своих приёмных детей.

## В ролях
| Актёр            | Роль                           |
| ---------------- | ------------------------------ |
| Гаспар Шлаттер   | Кабачок (настоящее имя — Икар) |
| Сикстин Мюрат    | Камилла                        |
| Полен Жакку      | Симон                          |
| Мишель Вюйермоз  | Реймон                         |
| Рауль Рибера     | Ахмед                          |
| Наташа Кучумов   | мать Кабачка                   |
| Вероника Монтель | Рози                           |

## Награды и номинации
- 2016 — номинация на приз «Золотая камера» на Каннском кинофестивале.
- 2016 — приз за лучший полнометражный фильм и приз зрительских симпатий на фестивале анимационных фильмов в Анси.
- 2016 — премия Европейской киноакадемии за лучший европейский анимационный фильм.
- 2016 — приз ФИПРЕССИ на Братиславском кинофестивале.
- 2016 — приз зрительских симпатий на кинофестивале в Сан-Себастьяне и на Варшавском кинофестивале.
- 2016 — премия «Спутник» за лучший анимационный фильм.
- 2017 — номинация на премию «Оскар» за лучший анимационный фильм.
- 2017 — номинация на премию «Золотой глобус» за лучший анимационный фильм.
- 2017 — две премии «Сезар» за лучший адаптированный сценарий (Селин Сьямма) и за лучший анимационный фильм, а также номинация в категории «Лучшая оригинальная музыка» (Софи Унже).
- 2017 — три номинации на премию «Энни»: лучший независимый анимационный фильм, лучшая режиссура анимационного фильма (Клод Баррас), лучший сценарий анимационного фильма (Селин Сьямма).
- 2018 — номинация на премию BAFTA за лучший анимационный фильм.